# University Teaching Hospital
Lo University Teaching Hospital (UTH) è il più grande ospedale pubblico di Lusaka e dell'intero Zambia, con una capacità di circa 1655 letti. Essendo un ospedale universitario, forma e fa agire sul campo gli studenti di medicina, gli infermieri e altri professionisti del settore sanitario. Fornisce cure primarie, secondarie e terziarie.
Costruito nel 1910, aveva inizialmente una capacità di 15 letti e un personale costituito da soli assistenti, in quanto l'ospedale non disponeva di medici né di infermieri. Quando fu deciso di trasferire la capitale da Livingstone, nell'estremo sud del Paese, alla più centrale Lusaka, si cominciò a progettare l'ampliamento della struttura. Nel 1934 fu pertanto costruito un nuovo ospedale nel sito dell'odierno complesso.
Lo UTH prevede sia degenze che servizi ambulatoriali, ed è il polo verso cui convergono tutti i pazienti zambiani che richiedono cure specialistiche. L'ospedale è ubicato circa 4 chilometri a est del centro cittadino.